# Гримм-Кислицына, Зея Петровна
Зея Петровна Гримм-Кислицына (Зеля Гримм-Кислицина; 26 июня 1926, Сталинград — 27 октября 2010, Хабаровск) — советская и российская актриса оперетты, педагог, народная артистка РСФСР.

## Биография
Зея Петровна Гримм-Кислицына (в театре — Зеля) родилась 26 июня 1926 года в Сталинграде в семье врачей. Вскоре семья переехала на Дальний Восток. Мать была родом оттуда и назвала дочь в честь великой реки Зеи в Амурской области, хотя позже в театре актриса взяла себе сценический псевдоним Зеля. Отец Пётр Кислицин был учёным, принимал участие в строительстве нового корпуса Хабаровского медицинского института, был проректором по научной работе, профессором. Брат Валерий Кислицин (ум. 1984) был тоже медиком, работал краевым внештатным детским патологоанатомом, затем заве|довал кафедрой патанатомии ХГМИ.
В 1942—1944 годах училась в студии при Хабаровском театре музыкальной комедии.
В 1942—1947 годах была солисткой Хабаровского театра музыкальной комедии. В 1947—1949 годах выступала во Львовском театре музыкальной комедии (в 1953 году был переведён в Одессу и стал Одесским театром музыкальной комедии).
В 1949 году вернулась в Хабаровский театр музыкальной комедии, где работала до 1993 года, была ведущей актрисой театра. В 1976 году первой в крае получила звание народной артистки РСФСР. В 1968—1974 годах преподавала актёрское мастерство в Хабаровском музыкальном училище. Многие годы возглавляла Хабаровское отделение ВТО.
После второго инсульта оказалась «прикованной» к постели в течение последних 17 лет жизни. Умерла 27 октября 2010 года в Хабаровске, похоронена на Центральном кладбище (участок 20а).

### Семья
- Муж — актёр, режиссер, педагог Валентин Аполлонович Гримм (1914—1973), заслуженный артист РСФСР.
- Сын — актёр театра драмы Евгений Валентинович Гримм (1949—2000).

## Награды и премии
- Заслуженная артистка РСФСР (29.03.1966).
- Народная артистка РСФСР (24.11.1976).

## Работы в театре
- «Мадемуазель Нитуш» Флоримона Эрве — Дениза
- «Цыганский барон» Штрауса — Мирабелла
- «Королева чардаша» - «Сильва» Кальмана — Цецелия
- «Белая акация» Исаака Дунаевского — Лариса
- «Поцелуй Чаниты» Милютина — Анита
- «Холопка» Стрельникова — Поленька
- «Севастопольский вальс» Листова — тётя Дина
- «Свадьба в Малиновке» Б. Александрова — Гапуся — Горпина Дормидонтовна, Трындычиха
- «Сорочинская ярмарка» М. П. Мусоргского, Ц. А. Кюи — Хивря, жена Черевика